# Inia (rodzaj)
Inia (Inia) – rodzaj wodnych ssaków z rodziny iniowatych (Iniidae).

## Rozmieszczenie geograficzne
Rodzaj obejmuje gatunki występujące w rzekach Ameryki Południowej.

## Morfologia
Długość ciała 182–255 cm; masa ciała 72–207 kg; samice są mniejsze i lżejsze od samców. Z przodu głowę wieńczy długi dziób, wypełniony zębami – co rzadkie u zębowców – dwóch różny rodzajów. W przeciwieństwie do dawnych waleni o różnych rodzajach zębów, podobnie jak u ich lądowych przodków, u dzisiejszych zębowców występuje jednorodne, homodontyczne uzębienie. Natomiast suzu wyróżnia się heterodontycznym. Z przodu pyska ma stożkowate zęby służące chwytaniu pokarmu. Z tyłu zastępuje przypominające trzonowce zęby zaadaptowane do miażdżenia pokarmu.

## Systematyka
Rodzaj zdefiniował w 1834 roku francuski przyrodnik, odkrywca, paleontolog i konchiolog Alcide d’Orbigny w artykule poświęconym nowemu gatunkowi walenia z Ameryki Południowej opublikowanym na łamach Nouvelles annales du Muséum d’histoire naturelle. Gatunkiem typowym jest (oznaczenie monotypowe) inię boliwijską (I. boliviensis).

### Etymologia
Inia: tupijska nazwa inia dla inii amazońskiej.

### Podział systematyczny
Do rodzaju należą następujące gatunki:
| Grafika | Gatunek            | Autor i rok opisu                         | Nazwa zwyczajowa | Podgatunki         | Rozmieszczenie geograficzne | Podstawowe wymiary             | Status IUCN |
| ------- | ------------------ | ----------------------------------------- | ---------------- | ------------------ | --- | ------------------------------ | ----------- |
|         | Inia geoffrensis   | (de Blainville, 1817)                     | inia amazońska   | gatunek monotypowy | większość dorzeczy rzeki Amazonka w Kolumbii, Brazylii, Ekwadorze i Peru                                                                                     | DC: 178–228 cm MC: 72–207 kg   | EN          |
|         | Inia humboldtiana  | Pilleri & Gihr, 1977                      |                  | gatunek monotypowy | dorzecze Orinoko obejmujące rzeki Apure i Meta, w górę rzeki do bystrzy w Puerto Ayacucho (Wenezuela i Kolumbia)                                             | DC: 184–214 cm MC: brak danych | NE          |
|         | Inia boliviensis   | d’Orbigny, 1834                           | inia boliwijska  | gatunek monotypowy | niziny Boliwii i południowo-zachodnia Brazylia w górnym biegu rzeki Madeira i jej dopływach (Beni, Ichilo, Marmoré, Ipurupuru, Iboré, Baré, Abuná i Guaporé) | DC: 208–216 cm MC: brak danych | NE          |
|         | Inia araguaiaensis | Hrbek, Farias, Dutra & V.M.F. Silva, 2014 |                  | gatunek monotypowy | endemit Brazylii (dorzecze Araguaia-Tocantins w stanach Goiás, Tocantins, Mato Grosso i Pará)                                                                | DC: do 252 cm MC: brak danych  | NE          |

Kategorie IUCN:  EN  – gatunek zagrożony;  NE  – gatunki niepoddane jeszcze ocenie.